# Typhlochoromus stolzi
Typhlochoromus stolzi is een keversoort uit de familie loopkevers (Carabidae). De wetenschappelijke naam van de soort is voor het eerst geldig gepubliceerd in 1913 door Moczarski.